# Send the Pain Below
«Send the Pain Below» es una canción de la banda estadounidense de metal alternativo Chevelle. Fue lanzado el 27 de enero de 2003 como el segundo sencillo de su segundo álbum de estudio Wonder What's Next (2002). Es uno de sus mayores éxitos, alcanzando el número 1 en la lista Modern Rock Tracks el 5 de julio de 2003, durante una semana, y permaneciendo en la lista durante 36 semanas. La canción alcanzó el número 1 en la lista Mainstream Rock Tracks una semana después, el 12 de julio de 2003, y permaneció durante 35 semanas, incluidas tres más en la cima de forma intermitente. Se ubicó en el puesto número 65 en el Billboard Hot 100, más abajo que su sencillo anterior, "The Red", en el puesto número 56.
La canción está incluida en el videojuego Donkey Konga 2.

## Video musical
El videoclip de la canción, dirigido por Jeff Richter, gira en torno a un snowboarder y sus dificultades para lograr una actuación excelente. Se ve a la banda tocando la canción en una habitación oscura, mientras su respiración crea niebla en el aire frío.

## Posicionamiento en lista
| Lista (2003)                         | Posición |
| ------------------------------------ | -------- |
| Estados Unidos (Billboard Hot 100)   | 65       |
| Estados Unidos (Alternative Airplay) | 1        |
| Estados Unidos (Mainstream Rock)     | 1        |